# Clara Bohitile
Clara Gasebewe Bohitile (nascida em 19 de novembro de 1955) é uma empresária namibiana e política.

## Infância e educação
Bohitile nasceu em 19 de novembro de 1955 em Windhoek .  Ela frequentou a escola na Escola Católica em Old Location, o subúrbio de residentes negros de Windhoek até o final dos anos 50.  Ela também estudou na Escola Católica Romana Gunichas perto de Gobabis e na Escola Católica de Döbra.  Bohitile assumiu a Home Economics no ensino superior na Tshiye College e na Universidade Vista , ambos na África do Sul.
Após a formatura, Bohitile trabalhou como professor na Escola Secundária Immanuel Shifidi de Windhoek.  Ela também começou uma carreira agrícola e se tornou ativa na política.

## Carreira política
Membro da SWAPO , Bohitile foi membro da 2ª e 3ª Assembleias Nacionais de 1995-2005.  Ela também serviu como vice-ministra da Educação Básica e Cultura de 1995-2005 também.  Ela reentrou na Assembléia Nacional de 2007-2010 quando substituiu Ben Amathila, que se aposentou. Ela também é membro do Comitê Central da SWAPO.

## Carreira de negócios
Bohitile é também um proeminente agricultora comercial e política. Em 2006, ela foi nomeada a Agricultora Emergente do Ano pela União da Agricultura da Namíbia. Em setembro de 2010, ela fez história quando foi eleita para o conselho da MeatCo Namíbia. Ela foi a primeira mulher a ser escolhida para a cadeira do conselho da MeatCo. Bohitile também atuou no conselho do Windhoek Country Club and Casino.

## Reconhecimento
Clara Bohitile foi conferida a Excelente Ordem da Águia, terceira classe no Dia dos Heróis de 2014.